# 3-й провулок Чайковського (Мелітополь)
3-й провулок Чайковського — провулок у місті Мелітополь. Йде від вулиці Павла Дзяковича до вулиці Чайковського.

## Назва
Провулок названий на честь російського композитора Петра Ілліча Чайковського (1840-1893).
У Мелітополі також однойменні 1-й провулок Чайковського, 2-й провулок Чайковського і вулиця Чайковського.

## Історія
Вперше провулок згадується 3 листопада 1930 року.